# Паоло Барила
Паоло Барила (на италиански: Paolo Barilla) е бивш пилот от Формула 1. Роден на 20 април 1961 г. в Милано, Италия.

## Формула 1
Паоло Барила прави своя дебют във Формула 1 в Голямата награда на Япония през 1989 г. В световния шампионат записва 15 състезания като не успява да спечели точки, състезава се за отбора на Минарди.